# Лилье, Владимир Александрович
Владимир Александрович Лилье (1855—1925) — офицер Российского императорского флота, полярный исследователь, участник русско-японской войны, начальник учебного минного отряда Балтийского флота, главный инспектор минного дела Морского ведомства, председатель Морского технического комитета, вице-адмирал. Его именем назван мыс на западном берегу Новой Земли.

## Биография
Родился 16 декабря 1855 года в дворянской семье статского советника, члена Архангельской губернской строительной и дорожной комиссии Александра Христофоровича Лилье (1850—1862). 

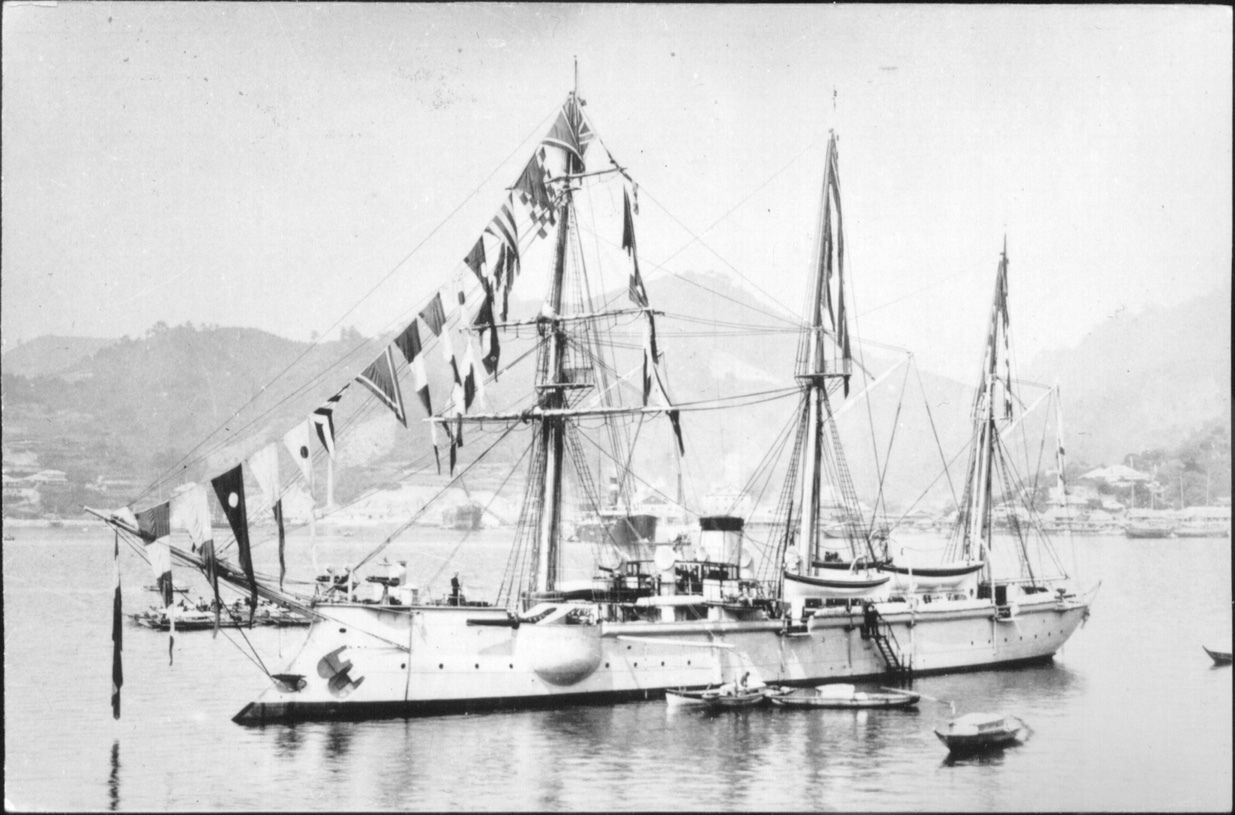
Канонерская лодка «Кореец»

 В 1873 году Владимир поступил в Морской корпус, в 1876 году был произведён в гардемарины, а в 1877 году получил первый офицерский чин — мичмана. До 1880 года служил на кораблях Балтийского флота, окончил Артиллерийский офицерский класс Морского ведомства. В 1881 году совершил заграничное плавание на клипере «Опричник», затем был переведён на Дальний Восток. В 1882 году произведён в лейтенанты и назначен на номерной миноносец. С 10 августа 1887 по 31 июля 1889 года командовал канонерской лодкой «Кореец», на которой участвовал в кругосветном плавании.
Был переведён на Балтику. 18 октября 1891 года назначен командиром миноносца «Нарва», а затем старшим офицером на мореходную канонерскую лодку «Отважный». В 1892 году прослушал курс в Минном офицерском классе в Кронштадте, после чего получил квалификацию минного офицера 1-го разряда. 28 марта 1893 года произведён в капитаны 2-го ранга. В 1894 году окончил Николаевскую морскую академию.
В 1895 году был назначен командиром военного транспорта «Самоед», которому поручалось доставить на Новую Землю экспедицию Императорской Санкт-Петербургской академии наук под руководством физика князя Б. Б. Голицына для наблюдения полного солнечного затмения 9 августа 1896 года. В 1895—1896 годах на борту «Самоеда» экспедиция под руководством начальника партии Отдельной съёмки Балтийского моря А. Ф. Бухтеева обследовала побережье юго-западной части Южного острова архипелага Новая Земля и вела там промеры. В честь командира «Самоеда» В. А. Лилье был назван западный выходной мыс губы Белушьей и навигационный знак. Участникам экспедиции, командиру и всем офицерам «Самоеда» по возвращении в Санкт-Петербург было объявлено Монаршее благоволение.
В 1896 году получил квалификацию артиллерийского офицера 2-го разряда, командовал броненосцами береговой обороны «Броненосец», с 1897 года «Адмирал Лазарев» и с 1898 года «Адмирал Чичагов». С 1898 по 1902 год исполнял обязанности главного инспектора минного дела Морского ведомства. 11 октября 1902 года назначен командиром учебного судна «Европа» и помощником начальника Учебного Минного отряда Балтийского флота. 1 апреля 1904 года был произведён в капитаны 1-го ранга.
Участник русско-японской войны. 10 октября 1904 года назначен командиром броненосного крейсера «Россия» в составе Владивостокского отряда крейсеров. Зимой 1904−1905 годов крейсер использовался в качестве плавучего форта с целью флангового обстрела побережья Амурского залива при возможной атаке Владивостока по льду, для чего был вморожен в лёд у входа в бухту Новик. После окончания войны перешёл на крейсере в Кронштадт, произведён в контр-адмиралы. 20 ноября 1906 года назначен начальником учебного минного отряда Балтийского флота.
В 1908—1910 годах исполнял должность главного инспектора минного дела. 18 апреля 1910 года произведён в вице-адмиралы, а 26 апреля того же года назначен председателем Морского технического комитета. До 1911 года был членом особого комитета по организации прибрежной обороны. 5 ноября 1911 года вышел в отставку. До 1917 года продолжал работать почётным сотрудником в Главном управлении кораблестроения. Проживал в Санкт-Петербурге.
После Октябрьской революции уехал в Архангельск. В мае 1920 года был призван на службу в Морские силы Северного моря по мобилизации и назначен флагманским минёром. В апреле 1921 года прошёл обязательную регистрацию, как бывший царский офицер, не служивший у белых. В январе 1922 года был уволен в запас.
Умер Владимир Александрович Лилье в 1925 году, предположительно в Архангельске.

## Семья
Владимир Александрович Лилье был женат на Анне Александровне. В семье было две дочери, в том числе Елена. Муж Елены Н. А. Еремеев — выпускник Морского кадетского корпуса, впоследствии — руководитель штаба морских операций и других подразделений Главного управления Северного морского пути. Их сын, А. Н. Еремеев, стал видным учёным — геологом и геофизиком.

## Награды
За время воинской службы был награждён орденами и медалями Российской империи:
- орден Святой Анны 3 степени (1890);
- орден Святого Станислава 2-й степени (1894);
- орден Святой Анны 2-й степени (6.12.1898);
- орден Святого Владимира 4-й степени - за 25 лет службы в офицерских чинах (1901);
- орден Святого Владимира 3-й степени (6.12.1904) и мечи к нему (14.11.1905);
- орден Святого Станислава 1-й степени (13.4.1908);
- серебряная медаль «В память царствования императора Александра III» (1896);
- серебряная медаль «В память коронации Императора Николая II» (1899);